# Bad Girl. Classes de littérature
Pour les articles homonymes, voir Bad Girl.
Bad Girl est un récit écrit en français par Nancy Huston, romancière et essayiste franco-canadienne, publié le 1er octobre 2014 aux éditions Actes Sud.

## Résumé
Le sous-titre Classes de littérature le souligne, Nancy Huston s'est construite grâce aux autres : études, admirations, rencontres, relations, amitiés, amours, autant d'étapes d'une évolution émotionnelle et intellectuelle. Même si la thérapie passe surtout par la musique et le chant.
L'auteure tutoie le fœtus qu'elle a été, Dorrit,,. Elle se souvient de sa petite enfance, de ses parents, Alison et Kenneth, et de leurs propres traumatismes d'enfance : déménagements, disputes, voyages interminables, voisin(e)s, enseignant(e)s, comptines, chansons, rituels. Et surtout de ses interrogations. Elle évoque moins ses grands-parents et arrière-grands-parents, et ce qu'on lui en a dit. Elle passe rapidement sur son grand frère Stephen et sa petite sœur Louisa. Elle aborde à peine sa belle-mère Alice. 
L'essentiel reste la relation mère-fille, jusqu'à "Noël 1958". La procédure de divorce date de 1959, après la rencontre de l'été.

## Éditions
- Actes Sud, 2014  (ISBN 978-2-330-03718-5).